# Courvoisier (cognac)
Pour les articles homonymes, voir Courvoisier.
Courvoisier est une marque de cognac fondée à Jarnac en 1836. Propriété d'Allied Domecq jusqu'en 2005, puis de la holding Fortune Brands jusqu'à son éclatement en 2011, elle fait désormais partie des marques de Beam Suntory. Campari a annoncé en 2023 avoir entamé des négociations exclusives avec le groupe de spiritueux Beam Suntory afin d'acquérir 100 % du capital de Beam Holding France, qui détient Courvoisier.

## Histoire

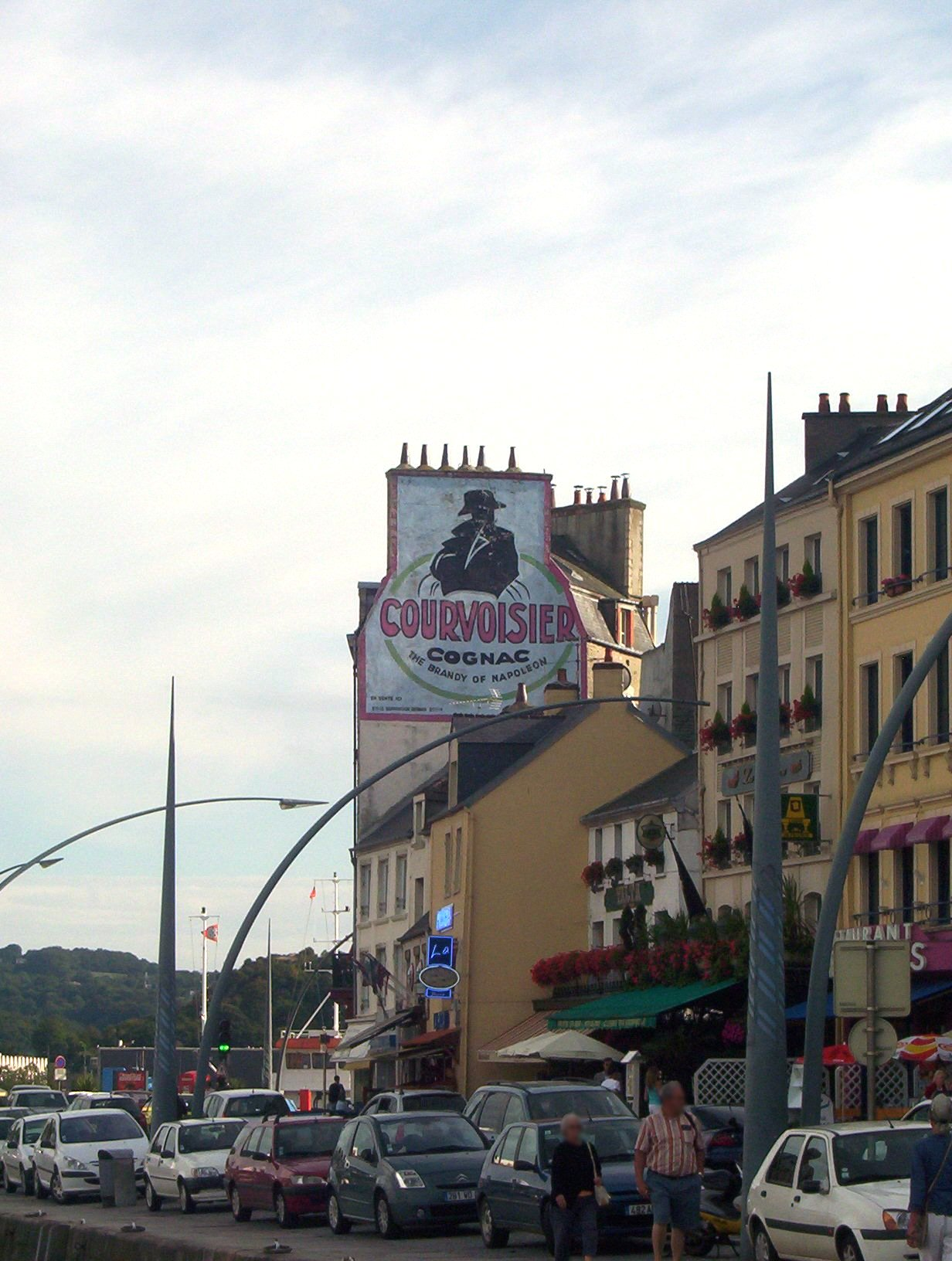
Vieille publicité Courvoisier à Cherbourg.

L’origine de Courvoisier remonte à 1809, lorsqu'Emmanuel Courvoisier, s'associe à Louis Gallois, maire de Bercy, pour créer une affaire de négoce de vins et eaux de vie, à Bercy.
En 1811, Napoléon visite les entrepôts de Bercy. Il y est accueilli par Louis Gallois et par Emmanuel Courvoisier.
En 1815, la légende dit que sur le bateau qui l’emmenait à Sainte-Hélène, Napoléon avait pris soin d’emporter quelques barriques de cognac que les officiers anglais apprécièrent et appelèrent « Le cognac de Napoléon ».
En 1835, le fils d’Emmanuel, Félix Courvoisier s’associe à Jules Gallois pour créer la première société Courvoisier à Jarnac. Quant Félix meurt en 1866, les frères Curlier, ses neveux prennent la direction.
En 1869, Napoléon III attribua à Courvoisier le titre de « Fournisseur officiel de la Cour Impériale ». Le certificat est aujourd’hui exposé au Musée Courvoisier à Jarnac, aux côtés d’autres objets napoléoniens.
En 1909, la famille Simon, d’origine anglaise, rachète Courvoisier et s’attache à construire entièrement l’identité de la marque. Ces négociants habiles créent la qualité Napoléon, supérieure au VSOP, et en font un  argument publicitaire. Ils adoptent l’ombre de Napoléon comme logo puis créent en 1950 la célèbre bouteille Joséphine, désormais connue dans le monde entier.
La marque a appartenu à Hiram Walker, puis à Allied Domecq jusqu'en 2005, puis au groupe Beam Global Spirits & Wine, détenu par la holding Fortune Brands jusqu'à la disparition de celle-ci en 2011. Il appartient désormais au groupe Beam Suntory.
En décembre 2023, Campari annonce l'acquisition de Courvoisier à Beam Suntory pour 1,2 milliard de dollars.

## Produits

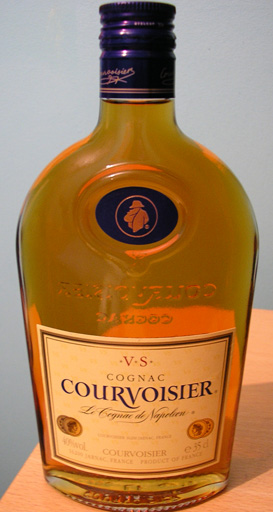
Courvoisier, Cognac de Napoleon.

Présentation par qualité croissante :
- Courvoisier VS (entre 4 et 7 ans, assemblage de Fins Bois et Petites Champagnes)
- Courvoisier VSOP Fine Champagne (entre 6 et 10 ans, assemblage de Grandes Champagnes et Petites Champagnes)
- Courvoisier VSOP Exclusif (entre 6 et 12 ans, assemblage de Grandes Champagnes, Petites Champagnes, Borderies et Fins Bois)
- Courvoisier Napoleon Fine Champagne (entre 15 et 25 ans, assemblage de Grande Champagne et Petite Champagne)
- Courvoisier XO Imperial (entre 20 et 35 ans, assemblage de Grandes Champagnes, Petites Champagnes et Borderies)
- Courvoisier Initiale Extra (+ de 55 ans, assemblage de Grandes Champagnes et vieilles Borderies)
- Courvoisier Succession JS (environ 100 ans d'âge, assemblage de Grandes Champagnes)
- L'Esprit de Courvoisier (assemblage de Grandes Champagnes entre 80 et 200 ans d'âge, Carafe Lalique)

## Courvoisier dans la culture actuelle
Le cognac est devenu au début des années 2000 une des boissons alcooliques préférées de la communauté afro-américaine, notamment dans le milieu du hip-hop. Le rappeur Busta Rhymes a écrit une chanson titrée « Pass the Courvoisier » (« Fais tourner le Courvoisier ») où il annonce sa préférence pour ce cognac sur les marques Hennessy, Martell ou Rémy Martin, ainsi que sur le champagne Cristal Roederer, comme l'indiquent les paroles : « Give me the Henny, you can give me the Cris / You can pass me the Remi, but pass the Courvoisier. ».